# Turinyphia clairi
Turinyphia clairi är en spindelart som först beskrevs av Simon 1884.  Turinyphia clairi ingår i släktet Turinyphia och familjen täckvävarspindlar. Inga underarter finns listade i Catalogue of Life.